# Lobelia ehrenbergii
Lobelia ehrenbergii är en klockväxtart som beskrevs av Wilhelm Vatke. Lobelia ehrenbergii ingår i släktet lobelior, och familjen klockväxter.

## Underarter
Arten delas in i följande underarter:
- L. e. ehrenbergii
- L. e. gracilens